# Túrio
Túrio (em latim: Thurium; em grego clássico: Θούριον, Thoúrion) ou Túrios (em grego clássico: Θούριοι, Thoúrioi; em latim: Thurii) era uma cidade da Magna Grécia, situada no golfo de Tarento, a uma curta distância do sítio de Síbaris. Suas ruínas estão no parque arqueológico perto de Síbaris, na província de Cosença, na Calábria, Itália.

## História

### Fundação
Túrio era uma antiga colônia grega fundada por habitantes de Atenas e Síbaris em 443 a.C.. Justino escreveu que relatava-se que foi construída por Filoctetes e seu monumento era visto ali desde os seus dias, assim como as flechas de Héracles que foram colocadas no templo de Apolo. O sítio daquela cidade permaneceu desolado por um período de 58 anos após sua destruição pelos crotonenses; quando, em 452 a.C., vários exilados sibaritas e seus descendentes fizeram uma tentativa de se estabelecer novamente no local, sob orientação de líderes de origem téssala; e a nova colônia prosperou tão rapidamente que despertou o ciúme dos crotonenses, que, em consequência, expulsaram os novos colonos pouco mais de 5 anos após o estabelecimento da colônia. Os fugitivos primeiro apelaram por apoio a Esparta, mas sem sucesso: seu pedido aos atenienses teve mais sucesso, e aquele povo decidiu enviar uma nova colônia, ao mesmo tempo que reintegrou os colonos que haviam sido recentemente expulsos. Um corpo de colonos atenienses foi enviado por Péricles, sob o comando de Lampão e Xenócrito. A intenção expressa de Péricles era que fosse uma colônia pan-helênica, e o número de cidadãos atenienses era pequeno, a maior parte dos que participaram da colônia sendo coletada em várias partes da Grécia. Entre eles estavam dois nomes célebres - Heródoto, o historiador, e o orador Lísias, os quais parecem ter feito parte da colônia original. As leis da nova colônia foram estabelecidas pelo sofista Protágoras a pedido de Péricles, que adotou as leis de Zaleuco de Locros.
Os novos colonos se estabeleceram na deserta Síbaris, mas logo se mudaram (aparentemente em obediência a um oráculo) a um sítio perto dali, onde havia uma fonte chamada "Teria", de onde o nova cidade derivou seu nome. A fundação é atribuída por Diodoro ao ano 446 a.C.; mas outras autores dão o ano de 443 a.C.. A proteção ateniense quiçá salvaguardou a colônia dos ataques crotonenses, pois as fontes são mudas acerca de ataques. Porém, logo foi perturbada por dissensões entre descendentes dos colonos sibaritas originais e novos colonos, com os primeiros reivindicando honrarias distintas e a posse exclusiva de importantes privilégios políticos. As disputas terminaram numa revolução, e os sibaritas foram expulsos; se estabeleceram brevemente em Síbaris do Treis, mas não permaneceram por muito tempo, sendo desalojados e então dispersos por bárbaros vizinhos. No interim, os turinos selaram a paz com Crotona. Novos colonos chegavam de todos os cantos, sobretudo do Peloponeso; e embora continuasse a ser geralmente tida como colônia ateniense, os atenienses de fato formavam apenas um pequeno elemento da população. Os cidadãos foram divididos, como diz Diodoro, em dez tribos, cujos nomes indicam a sua origem: arcádica (de Arcádia), aqueia (da Acaia), eleia (de Eleia), beócia (da Beócia), anfictiônia (de Anfictionis), dória (da Dórida), jônica (da Jônia), ateniense (de Atenas), eubeia (da Eubeia) e nesiota (das ilhas). Sua forma de governo era democrática e diz-se que gozava da vantagem de um sistema de leis bem ordenado; mas a declaração de Diodoro, que representa isso como devido à legislação de Carondas, e do próprio legislador como turino, está errada. A própria cidade foi traçada com grande regularidade, sendo dividida por quatro largas ruas, cada um das quais atravessada da mesma forma por três outras.

### Guerra e conflito

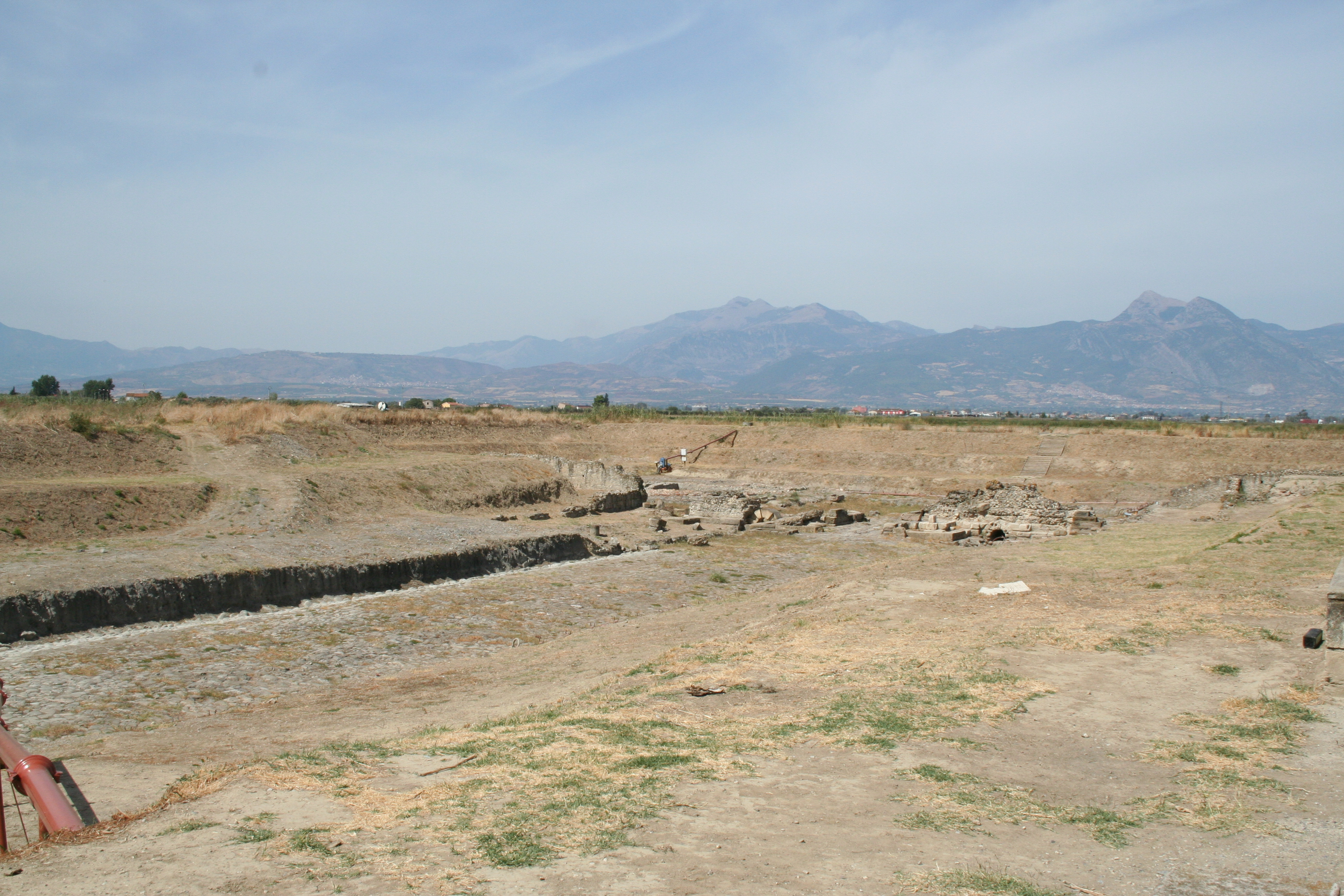
Ruínas

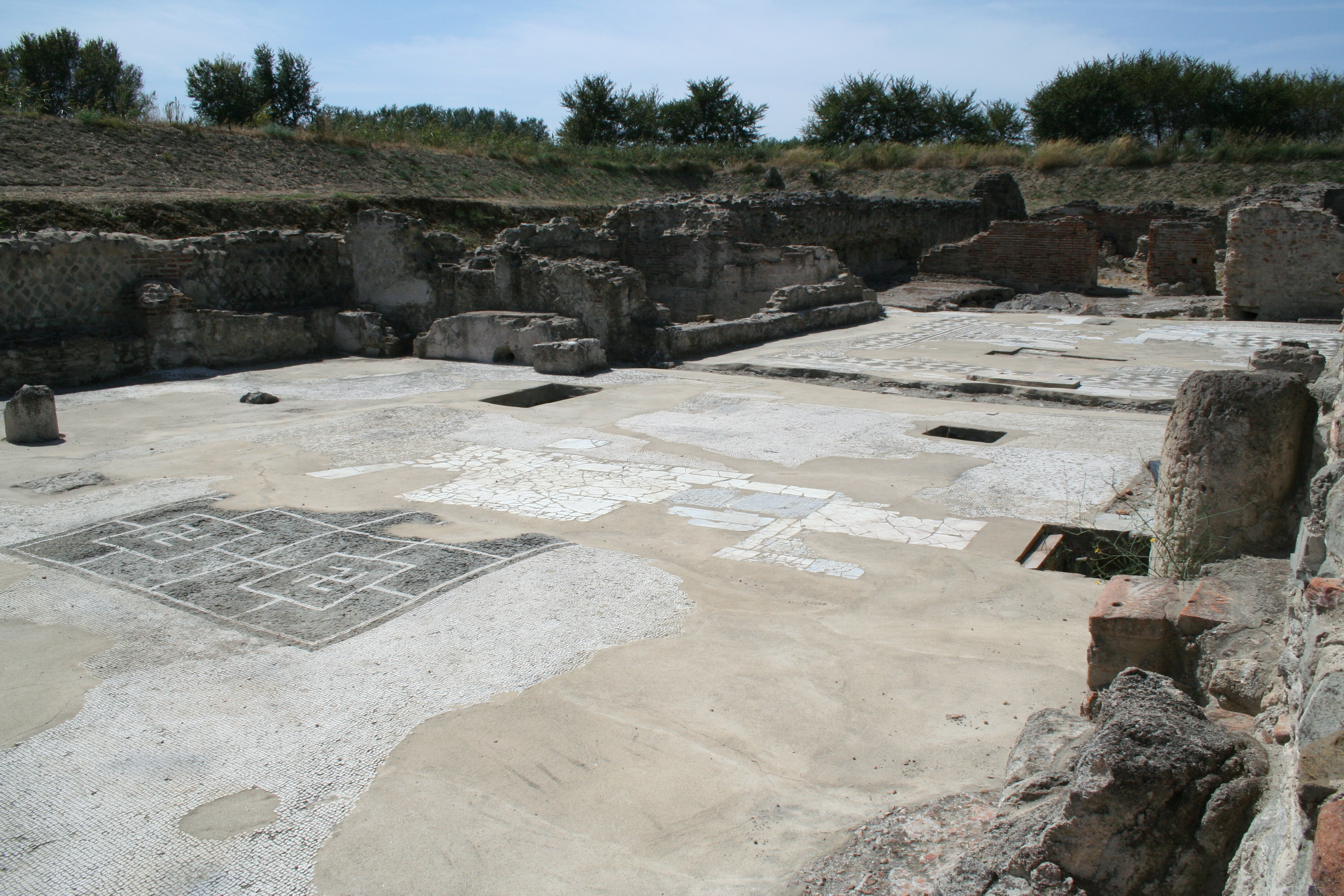
Edifício com chão de mosaico e suásticas

Pouco depois de sua fundação, se envolveu em uma guerra com Tarento. A questão era a posse do distrito fértil de Siritis, a cerca de 50 quilômetros ao norte de Túrio, sobre o qual os atenienses tinham uma reivindicação de longa data, que foi naturalmente assumida por seus colonos. O general espartano, Cleandridas, que havia sido banido da Grécia alguns anos antes, e passou a residir em Túrio, tornou-se o general dos turinos na guerra, que, após vários sucessos, foi encerrada por um acordo, com ambas as partes concordando com a fundação da nova colônia de Heracleia na zona disputada. Novas disputas surgiram entre os cidadãos atenienses e os demais colonos, que foram dissipados pelo oráculo de Delfos sob a decisão de que a cidade não tinha outro fundador além de Apolo. Porém a mesma diferença aparece novamente por ocasião da grande expedição ateniense à Sicília (415–413 a.C.), quando a cidade dividiu-se em duas partes, uma desejosa de apoiar e outra de se opor aos atenienses. A última facção prevaleceu a princípio, tanto que os turinos observaram a mesma neutralidade em relação à frota ateniense sob Nícias e Alcibíades que as outras cidades da Itália.
Em 413 a.C., o partido ateniense recuperou o poder; e quando Demóstenes e Eurimedonte chegaram ali, receberam assistência e uma força auxiliar de 700 hoplitas e 300 atiradores. A cidade some das fontes nos 20 anos seguintes, embora haja motivos para se crer que foi a época de sua maior prosperidade. Em 390 a.C., seu território já começava a sofrer com as incursões dos lucanos, e decidiu entrar na liga defensiva das demais cidades da Magna Grécia para proteção. Mas os turinos estavam impacientes para esperar pelo apoio de seus aliados, e partiram com um exército de 14 000 infantes e 1 000 cavaleiros, com o qual repeliram os ataques; mas tendo seguido precipitadamente em seu próprio território, foram totalmente derrotados, perto de Laos, e mais de 10 000 deles foram mortos. A derrota deve ter infligido um golpe severo na prosperidade de Túrio, enquanto o poder continuamente crescente dos lucanos e brúcios em sua vizinhança imediata a impediu de se recuperarem rapidamente de seus efeitos. Também foi hostil a Dionísio I de Siracusa, e por isso foi escolhida como local de retiro ou exílio por seu irmão Léptines e seu amigo Filisto. A ascensão dos brúcios por volta de 356 a.C. talvez se tornou a causa do declínio completo de Túrio, mas a declaração de Diodoro de que a cidade foi conquistada por aquele povo deve ser tomada com considerável dúvida.

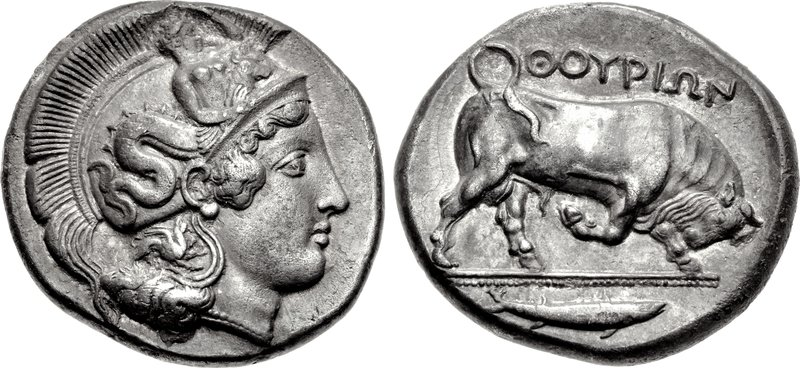
Distaster de cerca de 400- com efígie de Atena

Reaparece na história em um período posterior, quando soldados coríntios a caminho de se juntar a Timoleão em sua expedição a Siracusa foram bloqueados por navios cartagineses. Neste ponto, ainda era uma cidade grega independente, embora tenha perdido muito de sua antiga grandeza. Nenhuma menção a ela foi feita durante as guerras de Alexandre I de Epiro (r. 350–331 a.C.) na região; mas em um período posterior foi tão pressionada pelos lucanos que recorreu à aliança com Roma; e um exército romano foi enviado em seu socorro sob Caio Fabrício Luscino. Ele derrotou numa batalha campal os lucanos que a cercavam e obteve vários sucessos que, em grande medida, quebraram o poder lucano, o que livrou o perigo imediato. Mas logo depois foram atacados pelos tarentinos, que a tomaram e saquearam; e essa agressão foi uma das causas imediatas da guerra declarada pelos romanos contra Tarento em 282 a.C..

### Dependência romana

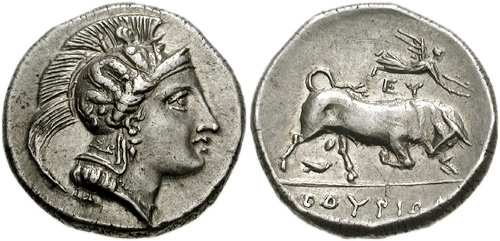
Nomo de cerca de 300- com efígie de Atena

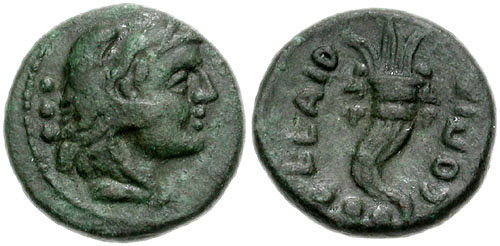
Asse romano de cerca de com a efígie de Héracles e a legenda "Copia"

Túrio agora estava completamente afundada na condição de aliada dependente de Roma e era protegida por guarnição. Seu nome não é citado durante as guerras com Pirro (280–275 a.C.) ou a Primeira Guerra Púnica (264–241 a.C.), mas desempenhou papel notável na Segunda Guerra Púnica (218–201 a.C.) com Aníbal. Aparentemente, foi uma das cidades que debandaram para os cartagineses após a Batalha de Canas (216 a.C.). Em outra passagem, Tito Lívio coloca sua deserção mais precisamente em 212 a.C.. Após a deserção de Tarento, entregaram as tropas romanas nas mãos do general cartaginês Hanão. Alguns anos depois (210 a.C.), incapaz de proteger seus aliados na Campânia, Aníbal removeu os habitantes de Atela que sobreviveram à sua queda para Túrio; mas não demorou muito para que fosse obrigado a abandoná-la à sua sorte. Quando retirou suas forças para Brúcio em 204 a.C., removeu para Crotona 3 500 dos principais cidadãos de Túrio, enquanto entregava a cidade ao saque de suas tropas. É evidente que Túrio estava agora afundada ao mais baixo estado de decadência, mas a grande fertilidade de seu território tornava desejável preservá-la da desolação total.
Portanto, em 194 a.C., foi um dos locais selecionados para o estabelecimento de uma colônia romana com direitos latinos. O número de colonos era pequeno em proporção à extensão de terra a ser dividida, mas somavam 3 000 infantes e 300 cavaleiros. Tito Lívio diz apenas que a colônia foi enviada ao "campo turino" (Thurinum agrum), e não menciona nada sobre mudança de nome, mas Estrabão diz que deram à nova colônia o nome de Cópias (em latim: Copiae), e esta afirmação é confirmada por Estêvão de Bizâncio e pela evidência numismática, em cujas moedas está escrito o nome "COPIA". Mas esse novo nome não continuou em uso por muito tempo, e Túrio ainda continuava a ser conhecida por seu antigo nome. É mencionada como uma cidade municipal em várias ocasiões durante os últimos tempos da República Romana. Em 72 a.C., foi tomada por Espártaco e sujeita a dar grandes contribuições aos revoltosos, mas não foi lesada de outra forma. De acordo com Suetônio, a família otaviana tinha algum renome lá, e Caio Otávio (pai do futuro Augusto) derrotou um exército espartaquista perto dali. Como resultado, o futuro imperador recebeu o sobrenome Turino logo após o nascimento. Com a eclosão das Guerras Civis, Júlio César a considerou de importância suficiente para ser assegurada com uma guarnição de cavalos gauleses e hispânicos, e foi lá que Marco Célio Rufo foi executado, após uma vã tentativa de excitar um insurreição nesta parte da Itália. Em 40 a.C., também foi atacada por Sexto Pompeu, que devastou seu território, mas foi repelido das muralhas. É certo, portanto, que ainda era um lugar de alguma importância, e é mencionada como uma cidade ainda existente por Plínio, o Velho, Ptolemeu e Estrabão. Era provavelmente, de fato, o único lugar de qualquer consideração remanescente na costa do golfo de Tarento entre Crotona e Tarento, pois Metaponto e Heracleia já haviam caído em decadência quase completa. Seu nome ainda é encontrado nos Itinerários, e é notado por Procópio de Cesareia no século VI.